# Sigge Modigh
Sigge Modigh, född 22 december 1979 i Arboga stadsförsamling i Västmanlands län, är en svensk koreograf och dansare.

## Biografi
Sigge Modigh gick ut yrkesdansarlinjen på Balettakademien 2002 , och har sedan dess varit verksam som frilansande koreograf och dansare. Han undervisar även modern dans, balett och jazz. 

## Verköversikt (ej komplett)
- The tenth muse (2014)[3]
- Short Stories
- Svarta Svanen
- Vill ni se en stjärna (2008)

## Teater

### Roller
| År   | Roll     | Produktion                                                                                          | Regi          | Teater                   |
| ---- | -------- | --------------------------------------------------------------------------------------------------- | ------------- | ------------------------ |
| 2005 | Docka    | Coppélia (Coppélia ou La Fille aux yeux d'émail) Léo Delibes, Arthur Saint-Léon och Charles Nuitter | Peter Svenzon | Helsingborgs stadsteater |
| 2011 | Ensemble | Leva livet (Elsk mig i nat) Ida Maria Rydén och Ina Bruhn                                           | Philip Zandén | Chinateatern             |